# (34985) 3286 T-3
3286 T-3 (asteroide 34985) é um asteroide da cintura principal. Possui uma excentricidade de 0.05697240 e uma inclinação de 12.17327º.
Este asteroide foi descoberto no dia 16 de outubro de 1977 por Cornelis Johannes van Houten e Ingrid van Houten-Groeneveld e Tom Gehrels em Palomar.